# California Department of Forestry and Fire Protection

Logo des CAL FIRE

Das California Department of Forestry and Fire Protection (CAL FIRE) (deutsch: Kalifornisches Ministerium für Forstwirtschaft und Brandschutz) ist eine Feuerwehr der California Natural Resources Agency im Bundesstaat Kalifornien der Vereinigten Staaten.
Es ist verantwortlich für den Brandschutz in verschiedenen Gebieten unter staatlicher Verantwortung von insgesamt rund 35 Millionen Quadratmeter sowie für die Verwaltung der privaten und öffentlichen Wälder des Staates. Darüber hinaus bietet die Abteilung in Verträgen mit Kommunalverwaltungen in 36 der 58 Bezirke des Bundesstaates verschiedene Rettungsdienste an.
Direktor der Abteilung ist Thom Porter, der vom Gouverneur von Kalifornien, Gavin Newsom, ernannt wurde.

## Organisation
Der Betrieb ist in 21 Betriebseinheiten unterteilt, die geografisch den Countygrenzen folgen. Jede Einheit besteht aus dem Gebiet eines oder mehrerer Countys. Die operativen Einheiten sind in der Region Nord oder in der Region Süd zusammengefasst.
Am Fresno Yosemite International Airport betreibt das California Department of Forestry and Fire Protection eine Basis für Löschflugzeuge. Sie befindet sich an der östlichen Seite des Flughafengeländes und wird als Fresno Air Attack Base bezeichnet.

## Ausrüstung

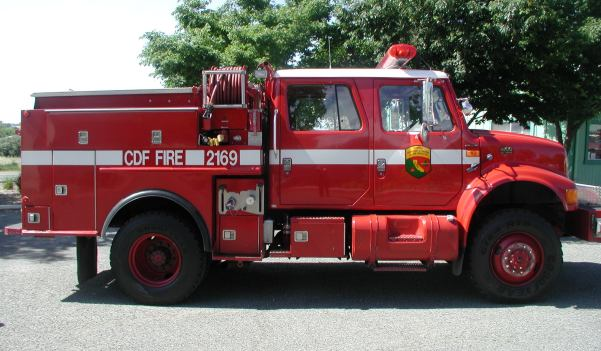
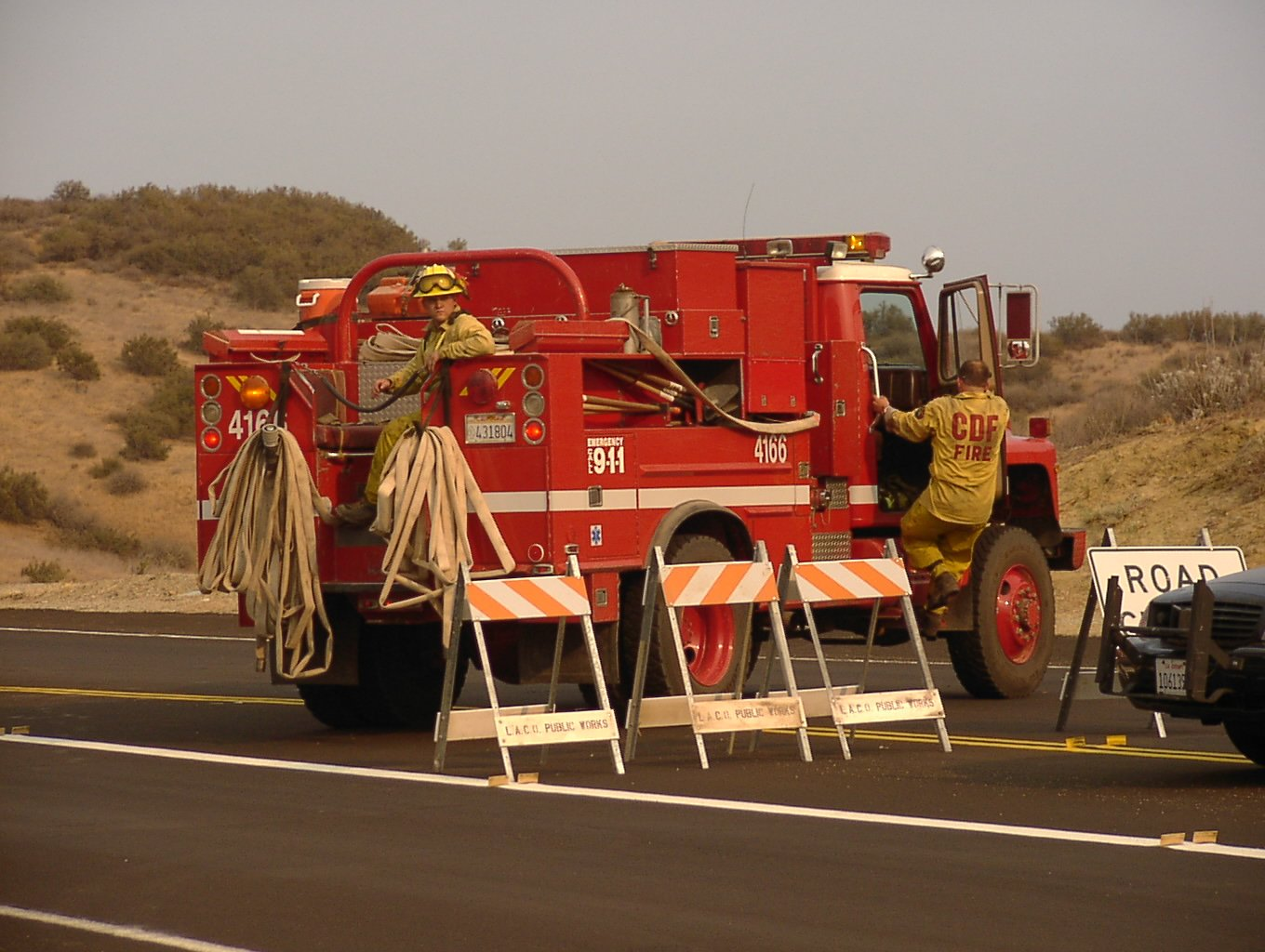
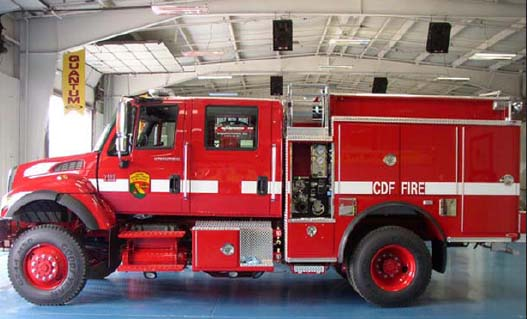
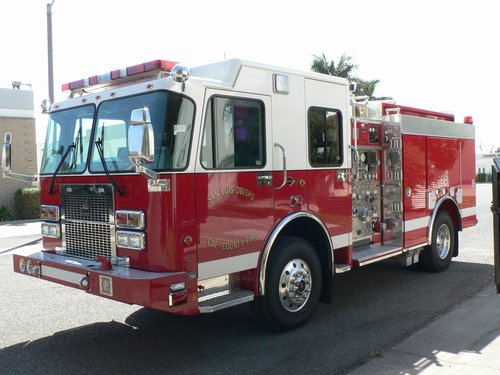
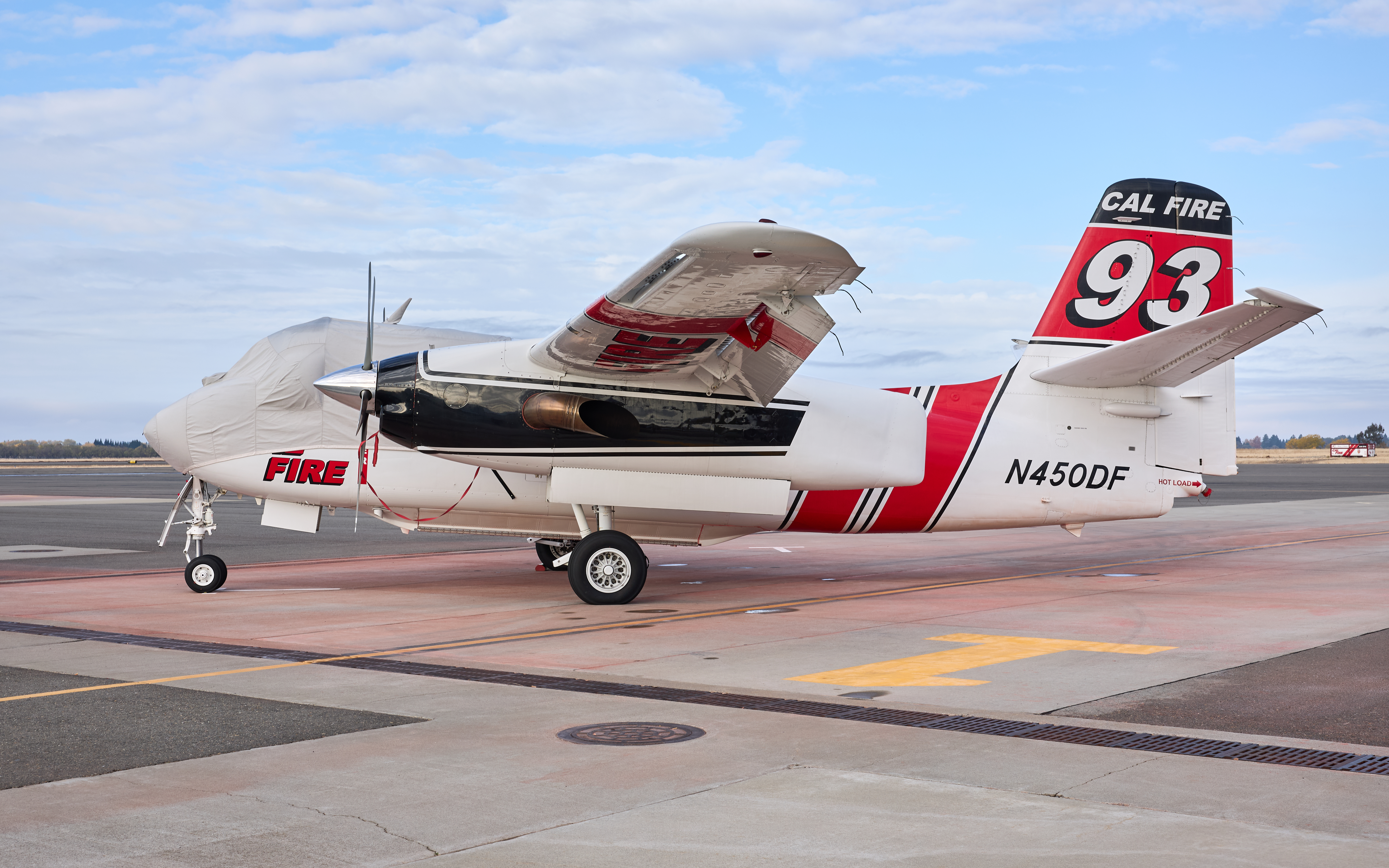

## Einsätze
Bei folgenden Bränden (Auswahl) war das California Department of Forestry and Fire Protection im Einsatz:
- 2006 – Esperanza Fire im Riverside County
- 2007 – Waldbrände in Südkalifornien
- 2018 – Camp Fire im Butte County
- 2018 – Waldbrände in Kalifornien
- 2021 – Waldbrände in Kalifornien